# الأفلاق
الأَفْلَاقُ (بالتركية: افلاك/Eflak؛ باللاتينية: Valachia) ناحية تقع اليوم داخل حدود رومانيا. هي منطقة جغرافية وتاريخية في رومانيا، تقع في شمال نهر الدانوب وفي الجنوب من سلسلة جبال الكارابات. 
تنقسم الأفلاق تقليديًا إلى قسمين: مونتينيا (الأفلاق الكبرى) وأولتينيا (الأفلاق الصغرى). ويشار إلى الأفلاق ككل أحيانًا باسم مونتينيا بتحديد أكبر القسمين التقليديين.
أسس باساراب الأول الأفلاق كإمارة في أوائل القرن الرابع عشر، بعد تمرد ضد كارولي الأول ملك المجر، رغم أن أول ذكر لإقليم الأفلاق غرب نهر أولت يرجع إلى ميثاق منحه بيلا الرابع ملك المجر إلى الفويفود سينيسلاو (أمير حرب فلاشي) في عام 1246، وفي عام 1417 أُجبرت الأفلاق على قبول سيادة الإمبراطورية العثمانية. استمر هذا حتى القرن التاسع عشر، مع فترات وجيزة من الاحتلال الروسي بين عامي 1768 و1854. 
في عام 1859، اتحدت الأفلاق مع مولدوفا لتشكيل إمارات متحدة، التي تبنت اسم رومانيا في عام 1866 وأصبحت رسميًا مملكة رومانيا في عام 1881. ولاحقًا، بعد حل الإمبراطورية النمساوية المجرية وقرار الممثلين المنتخبين للرومانيين في عام 1918، خصصت بوكوفينا، وترانسيلفانيا، وأجزاء من بانات، وكريسانا وماراموريش لمملكة رومانيا، وشكلت بذلك الدولة الرومانية الحديثة.

## لمحة تاريخية

### من الأفلاق إلى رومانيا

#### أوائل القرن التاسع عشر
أدت وفاة الأمير ألكسندر سوتسوس في عام 1821، بالتزامن مع اندلاع حرب الاستقلال اليونانية، إلى إنشاء وصاية للبويار الذي حاول منع وصول سكارلات كاليماكي إلى عرشه في بوخارست. تساومت الانتفاضة الموازية في أولتينيا التي نفذها زعيم الباندور تيودور فلاديميرسكو، رغم أنها هدفت إلى الإطاحة بصعود اليونانيين، مع الثوار اليونانيين في فيليكي إتريا (المجتمع الودي) وتحالفت مع الحكام، مع سعيها للحصول على دعم روسي.
في 21 مارس 1821، دخل فلاديميرسكو بوخارست. وفي الأسابيع التالية، ساءت العلاقات بينه وبين حلفائه، خاصةً بعد سعيه للاتفاق مع العثمانيين؛ اعتبر زعيم إتريا ألكسندروس يبسيلانتيس، الذي أثبت نفسه في مولدافيا، وفي شمال الأفلاق بعد مايو، التحالف منتهيًا -فقد أعدم فلاديميرسكو، وواجه التدخل العثماني دون الباندور أو دعم روسي، وعانى من هزائم كبيرة في بوخارست ودرغشاني (قبل أن يتراجع إلى الحضانة النمساوية في ترانسيلفانيا). دفعت هذه الأحداث العنيفة، التي شهدت انحياز غالبية يوناني الفنار إلى يبسيلانتيس، السلطان محمود الثاني إلى احتلال الإمارة (الذي طرد بناءً على طلب من عدة قوى أوروبية)، وإقرار نهاية أحكام يوناني الفنار: كان غريغور الرابع غيكا أول أمير محلي في الأفلاق بعد عام 1715. وعلى الرغم من تأكيد النظام الجديد لبقية وجود الأفلاق كدولة، لكن انتهى حكم غيكا فجأةً بسبب الحرب الروسية التركية المدمرة في 1828-1829.

#### من أربعينيات حتى خمسينيات القرن التاسع عشر
ظهرت معارضة حكم غيكا التعسفي والمحافظ للغاية، بالإضافة إلى صعود التيارات الليبرالية والراديكالية، لأول مرة مع الاحتجاجات التي عبّر عنها إيون كامبينينو (والتي قمعت بسرعة)؛ بعد ذلك، أصبحت المعارضة تآمرية بشكل متزايد، وتركزت على تلك المجتمعات السرية التي أنشأها ضباط شباب مثل نيكولاي بالتشيسكو وميتيكا فيليبيسكو. بدأت حركة فراتيا، وهي حركة سرية أنشئت في عام 1843، في التخطيط لثورة للإطاحة ببيبيسكو وإلغاء التنظيم العضوي في عام 1848 (مستلهمةً من الثورات الأوروبية في نفس العام). لم ينجح انقلابهم الشامل للأفلاق في البداية إلا بالقرب من تورنو ماغوريلي، حيث هتفت الجماهير لإعلان إيسلاز (9 يونيو)؛ دعت وثيقة الإعلان، من بين جملة أمور، إلى الحريات السياسية، والاستقلال، وإصلاح الأراضي وإنشاء الحرس الوطني. في 11-12 يونيو، نجحت الحركة في خلع بيبسكو وتشكيل حكومة مؤقتة، ما جعل دربتيت، فراتيا («العدالة، الإخوان») شعارًا وطنيًا. رغم تعاطف العثمانيين مع أهداف الثورة المناهضة لروسيا، لكن ضغطت عليهم روسيا لقمعها: دخلت القوات العثمانية بوخارست في 13 سبتمبر. وقدمت القوات الروسية والتركية، التي ظلت موجودة حتى عام 1851، باربو ديميتري شتيربي إلى العرش، وأرسل خلال هذه الفترة معظم المشاركين في الثورة إلى المنفى.
مُنحت الأفلاق ومولدافيا وضعًا جديدًا، لفترة وجيزة في ظل الاحتلال الروسي المتجدد خلال حرب القرم، ذو إدارة نمساوية محايدة (1854-1856) ووصاية مشتركة بين العثمانيين ومؤتمر القوى العظمى (بريطانيا وفرنسا، مملكة بيدمونت-سردينيا، والإمبراطورية النمساوية، وبروسيا، وروسيا، التي لم تشارك بالكامل مرة أخرى) بموجب اتفاقية باريس، مع إدارة داخلية بقيادة قائم مقام. دعا الفرنسيون وحلفاؤهم من سردينيا، بدعم من روسيا وبروسيا، إلى الحركة الناشئة لاتحاد إمارات الدانوب (التي تعتبر مطلبًا أعرب عنه لأول مرة في عام 1848، وقضية عززتها عودة المنفيين الثوريين). ولكنها كانت موضع رفض أو شك من قبل جميع المشرفين الآخرين.
بعد حملة مكثفة، سمح باتحاد رسمي في نهاية المطاف: لكن، استفادت انتخابات الدواوين المخصصة لعام 1859 من الغموض القانوني (حدد نص الاتفاق النهائي عرشين، لكنه لم يمنع أي شخص من المشاركة والفوز في الانتخابات في كل من بوخارست وياش في نفس الوقت). فاز ألكسندر جون كوزا، الذي ترشح للانتخابات الحزب الوطني الوحدوي، في الانتخابات في مولدافيا في 5 يناير. في حين أعادت الأفلاق، التي توقع الوحدويون أن تحصل على نفس التصويت، غالبية المناهضين للوحدويين إلى ديوانها.
غير أولئك المنتخبون ولاءهم بعد احتجاج جماهيري من حشود بوخارست، وصوتوا لكوزا كأمير للأفلاق في 5 فبراير (24 يناير وفق النمط القديم)، وبالتالي أكد على أنه دومنيتور لإمارات مولدافيا والأفلاق المتحدة (رومانيا منذ عام 1862) ووحد فعليًا كلتا الإمارتين. أصبح الاتحاد، المعترف به دوليًا في أثناء فترة حكمه فقط، لا رجعة فيه بعد إرتقاء كارول الأول في عام 1866 (بالتزامن مع الحرب النمساوية البروسية، إذ حصل في وقت لم تكن فيه النمسا، المعارض الرئيسي للقرار، في موقف يخولها للتدخل).

## الجغرافية

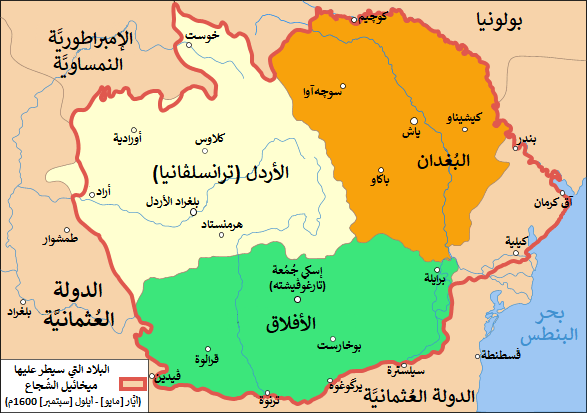
مقاطعات رومانيا الثلاث وتظهر فيها: إمارة الأفلاق (والاشيا) باللون الأخضر، إمارة البغدان (مولدافيا) باللون البرتقالي، وإمارة الأردل (ترانسيلفانيا) باللون الأصفر.

بلغت مساحة الأفلاق نحو 77,000 كم مربع (30,000 ميل مربع)، ووقعت شمال نهر الدانوب (وبلغاريا الحالية)، وشرق صربيا وجنوب الكاربات الجنوبية، وقسمت تقليديًا بين مونتينيا في الشرق (اعتبرت المركز السياسي، وفهمت مونتينيا غالبًا على أنها مرادفة للأفلاق)، وأولتينيا (بانات سابقًا) في الغرب. قسم نهر أولت بين الاثنتين.
توافقت حدود الأفلاق التقليدية مع مولدافيا مع نهر ميلكوف في معظم امتداده. إلى الشرق، جاورت الأفلاق دوبروجا (دوبروجا الشمالية)، على منحنى نهر الدانوب الشمالي-الجنوبي. واشتركت الأفلاق في حدود مع ترانسيلفانيا فوق الكاربات؛ لطالما احتفظ أمراء الأفلاق بمناطق شمال الحدود (أملاش، وتشيتشيو، وفوغراش، وهاتيغ)، والتي لا تعتبر عمومًا جزءًا من الأفلاق.
تغيرت العاصمة بمرور الوقت، من كامبولونغ، إلى كورتا دي أرجيش، ثم إلى ترجوفيشت، وبعد أواخر القرن السابع عشر، إلى بوخارست.

## معرض صور

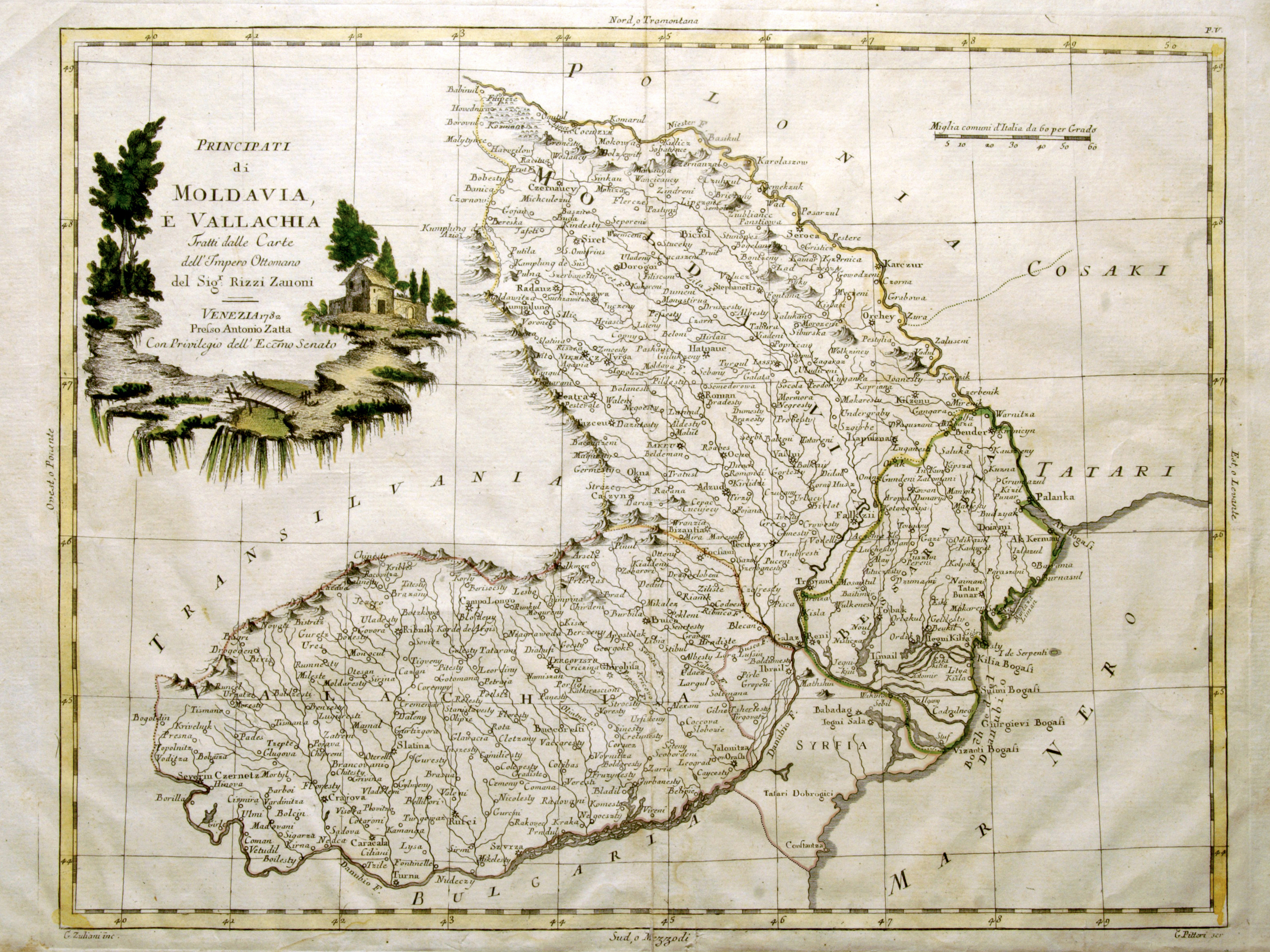
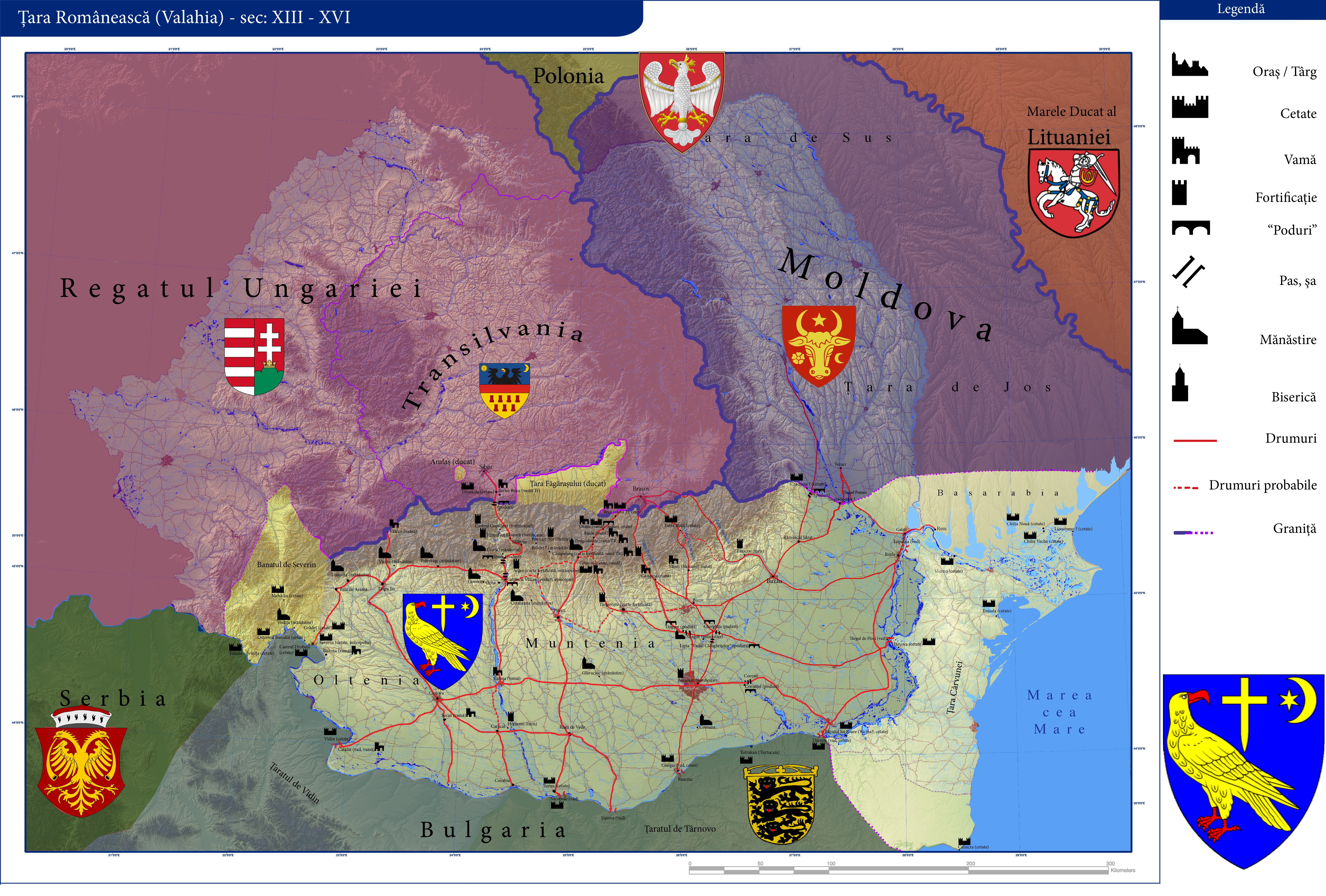
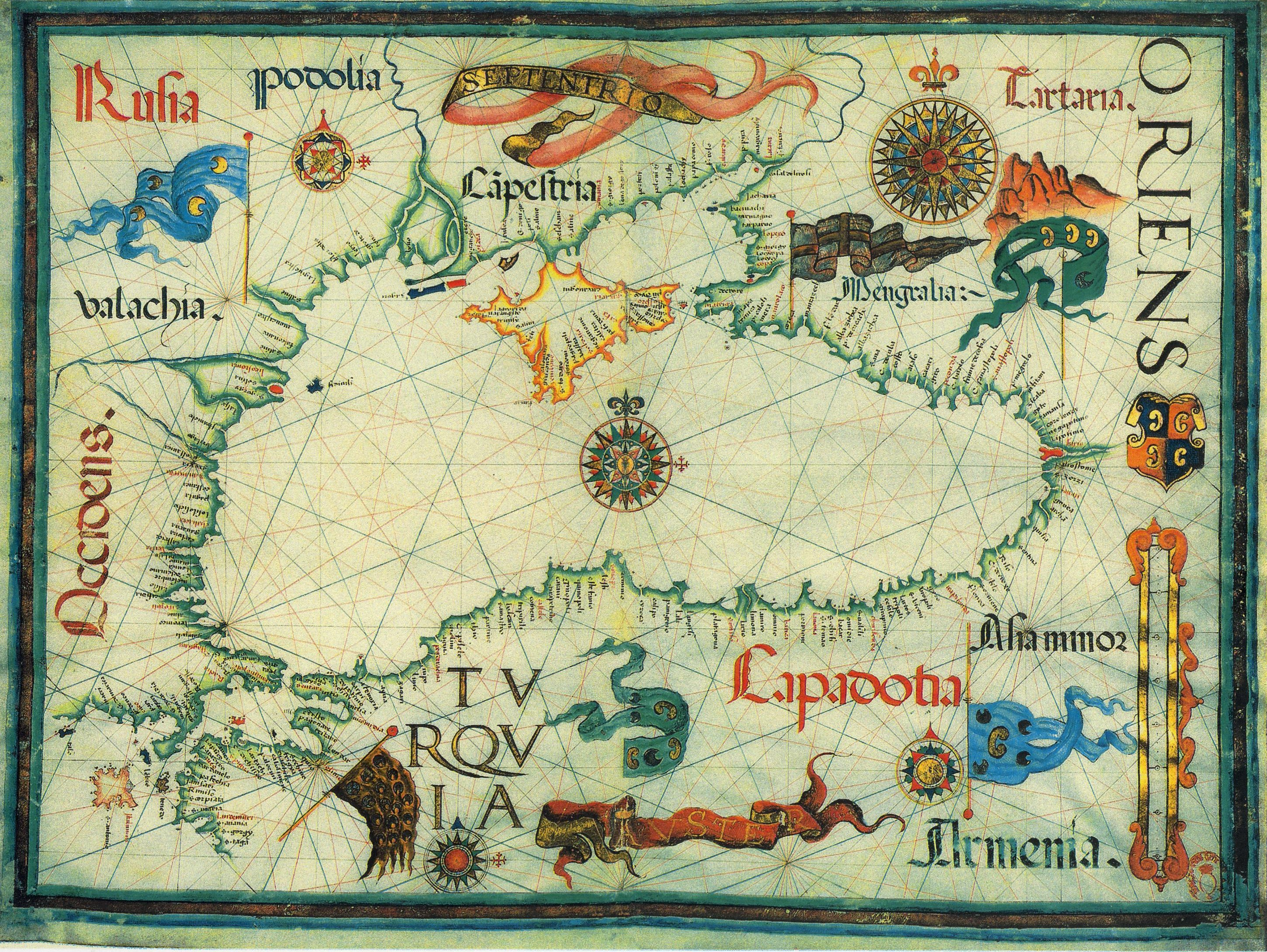

## أعلام
- ميرتشا العجوز
- برتونهال سلطان